# Rebozo

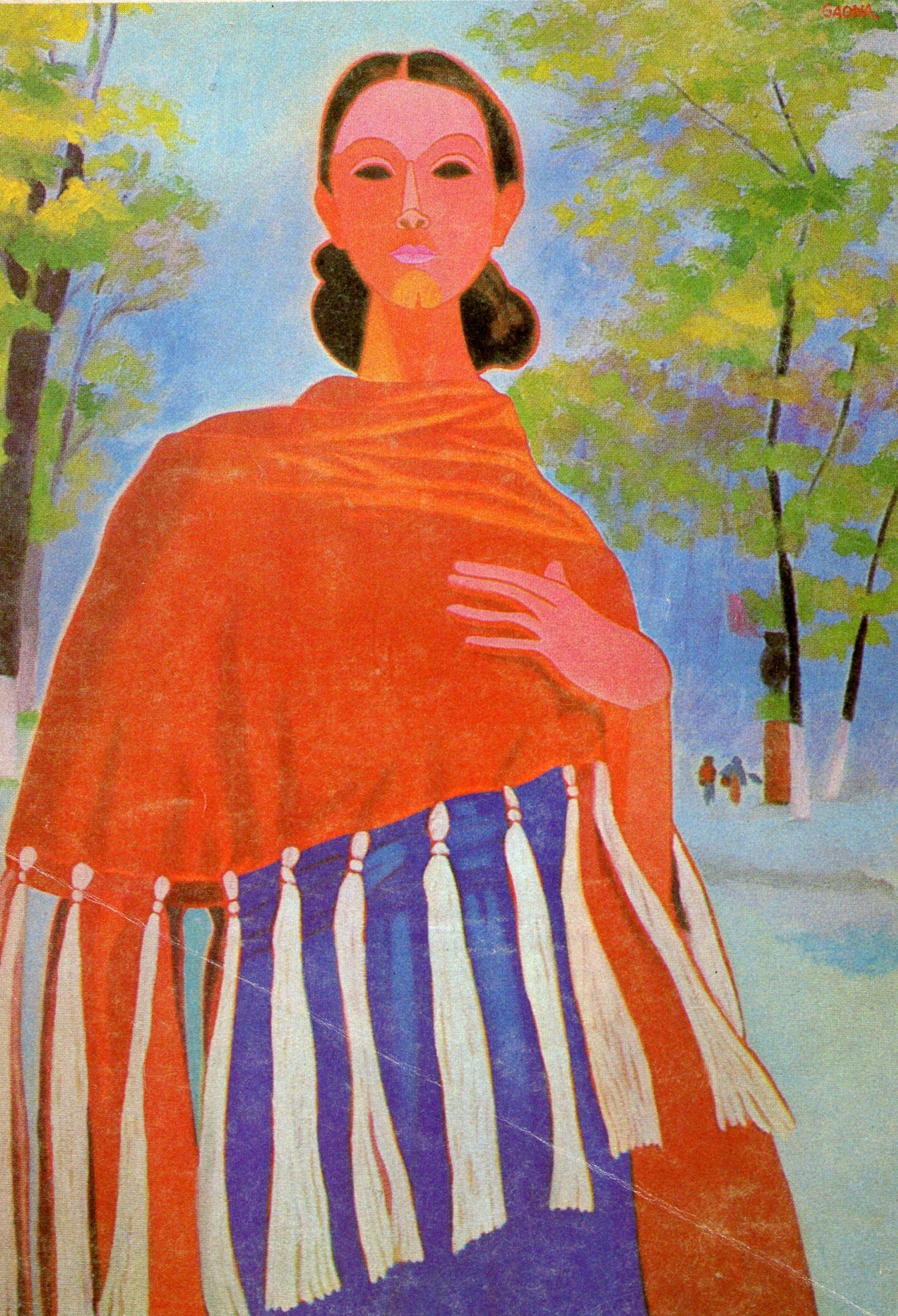
Obra de José Julio Gaona amb la imatge d'una dona amb un rebozo.

El rebozo és una peça de vestir femenina usada a Mèxic, Amèrica Central i algunes zones d'Amèrica del Sud. De forma rectangular i d'una sola peça. Els rebozos fan entre 1,5 i fins a 3 metres de longitud i es poden fer de cotó, llana, seda o d'articel·la. Usualment s'utilitzen com a bufandes o com a xals. Sovint també es poden fer servir per a carregar les criatures o per portar productes al mercat. El seu preu varia en funció de la qualitat de la peça, des dels models més econòmics fins a models amb un valor de milers de pesos.

## Descripció
Un rebozo és un tros llarg i recte de tela que sembla una creu entre una bufanda i un xal. Com els ponxos, els huipils i els sarapes són peces clàssiques mexicanes fetes de tela recta, majoritàriament sense tallar, però els rebozos tenen les seves pròpies característiques. Clàssicament és una peça de roba de dona, tradicionalment teixida a mà, que es distingeix pels serrells complicats teixits amb els dits anomenats rapacejos. Es diu que portar el rebozo fa que el moviment d'una dona sigui més elegant. L'ús del rebozo per part de moltes dones és un signe de l'herència mexicana i per aquest motiu les vendes de la peça es poden duplicar abans del Dia de la Independència de Mèxic el 16 de setembre. A causa de la naturalesa de la peça, especialment els serrells, s'han de rentar a mà. El colorant pot tenir o no color, per la qual cosa s'ha d'utilitzar un sabó suau.

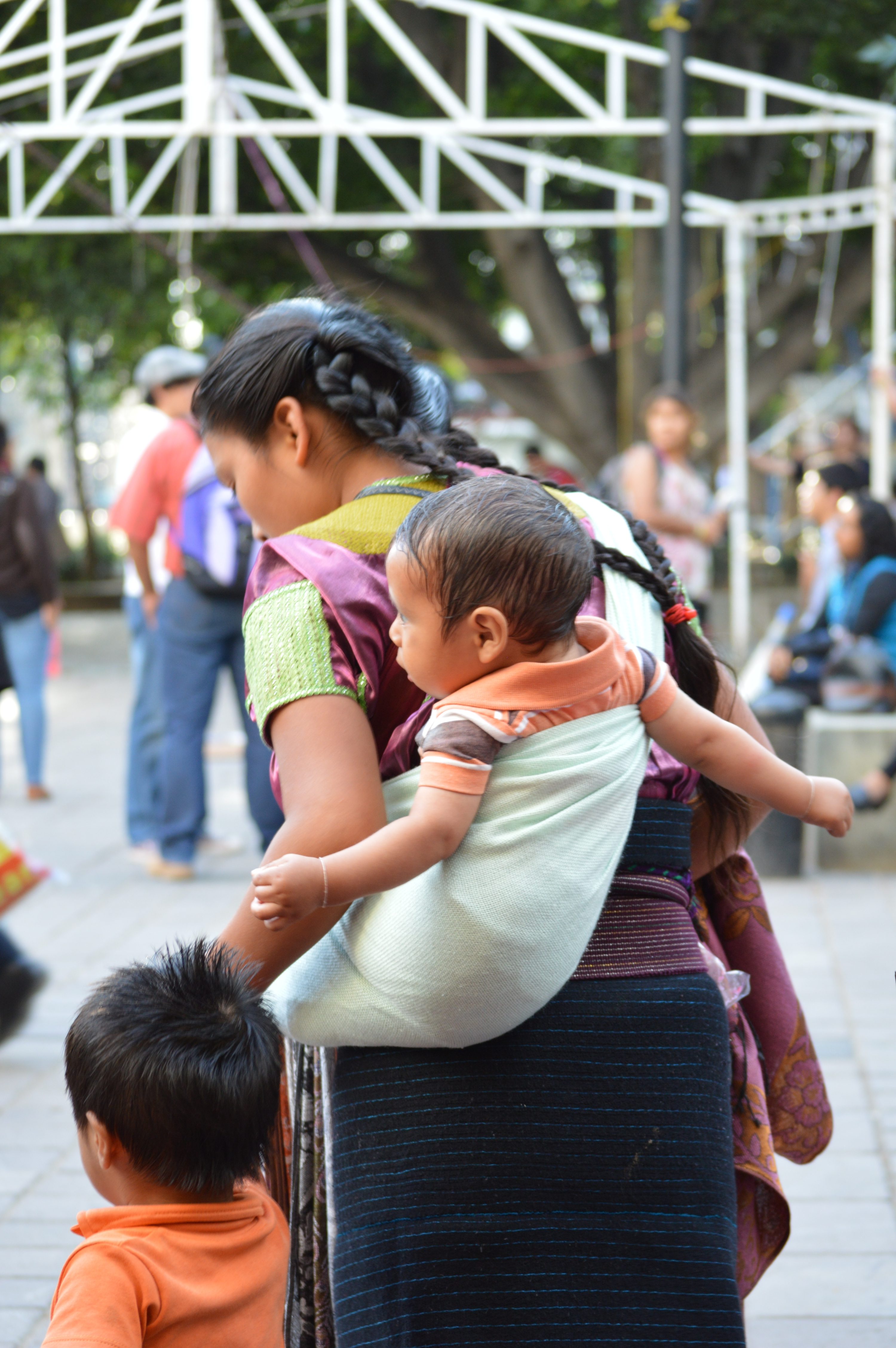
Venedora jove portant un nado al rebozo a la ciutat d'Oaxaca.

El rebozo és una peça que va sorgir arrel de la barreja cultural arran de la Conquesta Espanyola del territori sud-americà. Se sap que els indígenes mexicans en feien servir abans de l'arribada dels colonitzadors espanyols, però la paraula per definir aquesta peça figura per primera vegada a partir de l'any 1562.
El rebozos es confeccionen a Mèxic, a la resta de l'Amèrica Central i en alguns països d'Amèrica del Sud, però els rebozos més preuats són els d'estat de Mèxic, Michoacán, Oaxaca, estat de Querétaro i San Luis Potosí. Concretament és a Santa María del Río i Sant Luis Potosí on es fabrica el rebozo caramelo, el més car de tots. Cal destacar que a l'estat de Mèxic, any rere any, es celebra la tradicional fira del rebozo, durant el mes de setembre, on els mestres reboceros, guanyadors de diversos guardons a escala nacional, es reuneixen al centre del municipi de Tenancingo de Degollado per demostrar el seu extraordinari treball a nacionals i estrangers.
Les chalinas són llises, sense disseny i d'un sol color. Sovint, els rebozos amb línies verdes, blanques i vermelles es fan servir a les Festes Pàtries.
Les fotografies d'Agustín Casasola mostren les soldaderas, les dones soldades de la Revolució mexicana, portant rebozos de boleta. Com a peça distintiva mexicana, el rebozo ha estat exalçat en les arts, ha estat objecte de cançons i poemes i fins i tot Frida Kahlo sovint pintava els seus autoretrats on apareixia vestida amb rebozos.
Aquesta peça de vestir va aconseguir tal importància que al segle xviii es van dictar lleis i regles per a l'elaboració regulant-ne la grandària, el teixit, la classe de fil i el dibuix. Fins i tot es va adoptar la Verge de les Angoixes com a patrona de les reboceras (artesanes especialitzades en la confecció de rebozos).
Tal com altres accessoris, té símbols com el color i l'entreteiximent dels fils que identifiquen l'origen de les persones segons la comunitat que els confecciona i utilitza. També utilitzen aquesta tècnica a Guatemala.
Atesa la seva naturalesa folklòrica, el rebozo és usat sovint com a part del vestit típic dels balls mexicans tradicionals i dels balls de marimba guatemalencs.
El rebozo no és sol una peça de vestir d'adorn, sinó que també pot ser usat per a carregar els nadons, cosa que aporta molts beneficis tant al bebè com al portador (mare o pare, ja que avui dia el rebozo no és sols d'ús femení puix que, gràcies a la informació dels avantatges del seu ús com a portanadó ergonòmic, alguns homes també n'usen).

## Beneficis per al nadó
Els còlics disminueixen: posar-los ventre contra ventre en una posició vertical, ajuda el sistema digestiu que encara és immadur.
El nadó s'integra a la vida social: anant a l'altura de la mare en lloc de ser a la carriola a l'altura dels genolls. Qualsevol comunicació que tingui la mare també la té el petit, la qual cosa l'ajuda a ser més sociable.
Dormen molt millor: estant sempre en contacte amb la mare, de qui escolten el batec del cor i la respiració, la qual cosa els recorda el ventre matern, estan més tranquils, es senten segurs i dormen més.

### Beneficis per als pares
Els beneficis de dur el nadó amb el rebozo per als pares són: el bebè pot estar més a prop seu, sempre tenen les mans lliures i poden fer qualsevol mena d'activitat, el seu pes està molt ben repartit i això permet que hom no pateixi un cansament extrem a l'esquena i als braços. S'estableix un vincle molt especial entre els pares i el nadó, dona seguretat perquè sempre van agafats al seu cos, beneficia l'alletament, es corregeixen postures incorrectes i això permet que no es perjudiqui la columna vertebral i finalment reforça la relació entre ares i nadons.